# Yūki Inoue (Fußballspieler)
Yūki Inoue (jap. 井上 雄幾, Inoue Yūki; * 31. Oktober 1977 in der Präfektur Kanagawa) ist ein ehemaliger japanischer Fußballspieler.

## Karriere
Inoue erlernte das Fußballspielen in der Jugendmannschaft von Yokohama Flügels. Seinen ersten Vertrag unterschrieb er 1996 bei den Yokohama Flügels. Der Verein spielte in der höchsten Liga des Landes, der J1 League. Für den Verein absolvierte er neun Erstligaspiele. 1999 wechselte er zum Ligakonkurrenten JEF United Ichihara. Für den Verein absolvierte er 10 Erstligaspiele. 2001 wechselte er zum Drittligisten Sagawa Express Tokyo. 2002 wechselte er zum Zweitligisten Montedio Yamagata. Für den Verein absolvierte er 80 Spiele. 2005 wechselte er zum Ligakonkurrenten Ventforet Kofu. Am Ende der Saison 2005 stieg der Verein in die J1 League auf. Am Ende der Saison 2007 stieg der Verein wieder in die J2 League ab. Für den Verein absolvierte er 78 Spiele. 2009 wechselte er zum Ligakonkurrenten Tochigi SC. Danach spielte er bei den Blaublitz Akita und Tonan Maebashi. Ende 2011 beendete er seine Karriere als Fußballspieler.

## Erfolge
Yokohama Flügels
- Kaiserpokal

Sieger: 1998
Finalist: 1997